# 50 Years of Action!
50 Years of Action! es un documental de 1986, dirigido por Douglass M. Stewart Jr., que a su vez lo escribió, musicalizado por Bill Conti, en la fotografía estuvo John A. Alonzo, Charlie Clifton y Caleb Deschanel, los protagonistas son Richard Crenna, Morris R. Abrams y Woody Allen, entre otros. Esta obra fue realizada por DMS Production Services, se estrenó en noviembre  de 1986.

## Sinopsis
Se da conocer la historia del Sindicato de Directores de Estados Unidos. Inaugurado en los años en que las personas de ese país peleaban por los sindicatos, el gremio al principio no fue aceptado por los estudios de cine. La entidad fue iniciada por doce hombres y se desarrolló bastante tranquila hasta 1950, cuando el presidente Joseph L Mankiewicz fue señalado como comunista y casi derrocó a Cecil B. DeMille. La historia del gremio sigue desde ahí, hasta la creación de una Declaración de Derechos que estaba transcurriendo mientras se rodaba este documental.